# Gizaburuaga
Gizaburuaga (spanisch Guizaburuaga) ist eine Gemeinde im spanischen Baskenland, Provinz Bizkaia. Die Gemeinde hatte mit Stand 197 Einwohner (Stand: 2024). Die Gemeinde besteht aus den Ortsteilen Eguren, Lariz, Laxier und Okamika.

## Geografie
Gizaburuaga liegt als Ort etwa fünf Kilometer südlich der Atlantikküste in einer Höhe von ca. 40 m. Die Provinzhauptstadt Bilbao liegt etwa 36 Kilometer westsüdwestlich.

## Bevölkerungsentwicklung
| Jahr      | 1970 | 1981 | 1991 | 2001 | 2011 | 2021 |
| Einwohner | 167  | 139  | 128  | 145  | 205  | 200  |

## Sehenswürdigkeiten
- Katharinenkirche (Iglesia de Santa Catalina)

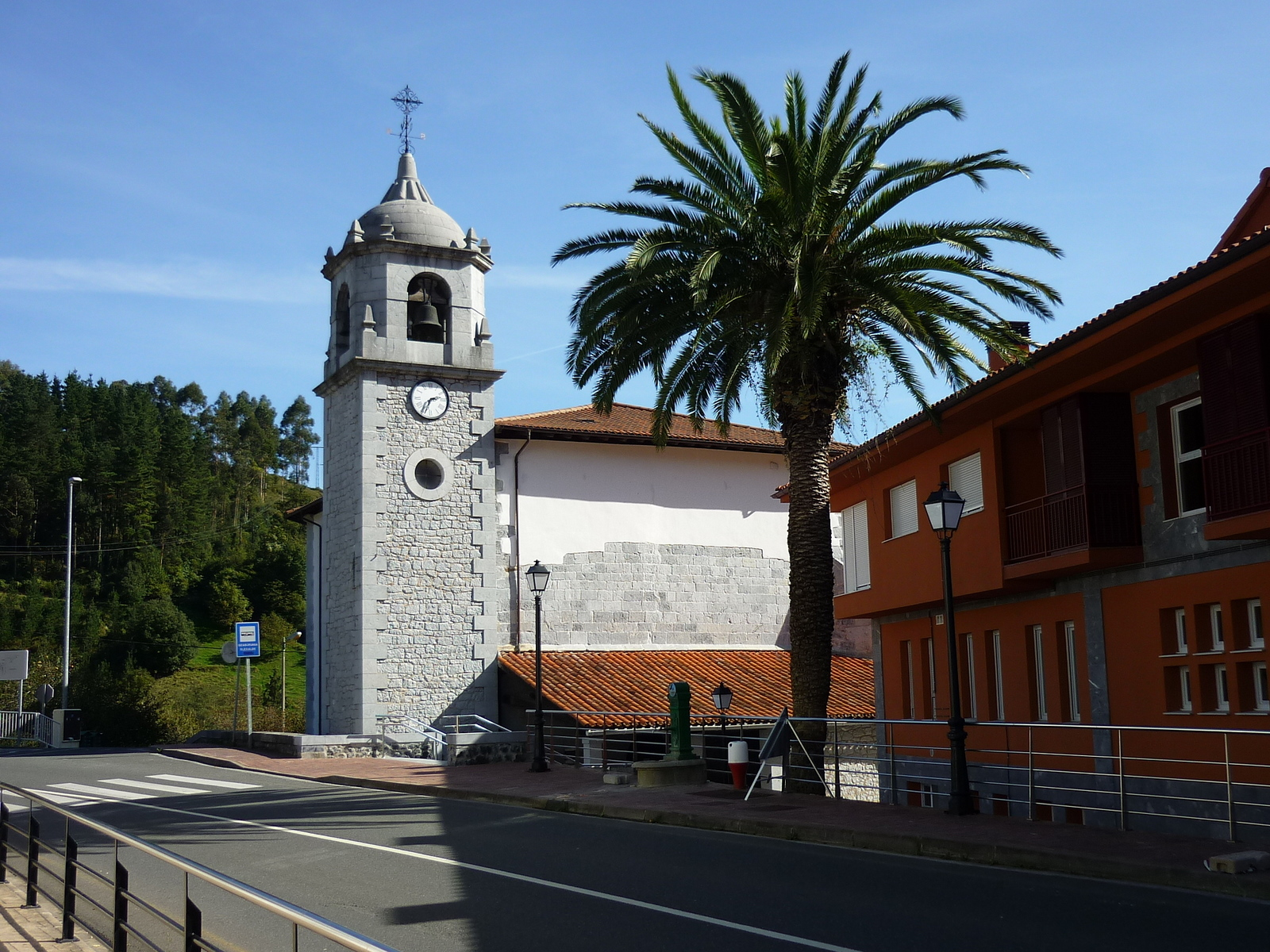
Katharinenkirche